# Bedřich Čerešňák
Bedřich Čerešňák (7. listopadu 1931 Lipov – 12. března 2018 Brno) byl český historik, v letech 1983 až 1990 rektor Masarykovy univerzity.

## Život
Narodil se v roce 1931 v Lipově. V letech 1950 až 1955 studoval dějepis a český jazyk na Filozofické fakultě Masarykovy univerzity a stal se doktorem filozofie. V roce 1954 se stal asistentem na Katedře historie a archivnictví. V roce 1966 se stal kandidátem věd a o dva roky později absolvoval studijní pobyt v Mohuči. V roce 1970 mu byla udělena Cena Bedřicha Václavka. V roce 1974 se habilitoval, od roku 1979 vedl Katedru historie a archivnictví, v roce 1980 se stal univerzitním prorektorem a v roce 1980 byl jmenován profesorem československých dějin. Téhož roku mu bylo uděleno také státní vyznamenání Za vynikající práci. V roce 1983 se po třech letech působení ve funkci prorektora stal rektorem Masarykovy univerzity. Ve funkci skončil krátce po sametové revoluci v lednu 1990, nahradil jej Milan Jelínek. Na FF MU poté pracoval již jen do roku 1991.
Byl šéfredaktorem Časopisu Matice moravské. Byl členem několika redakčních rad různých časopisů, například časopisů Jižní Morava a Slovácko. Předmětem jeho zájmu byly zejména obecné dějiny 20. století, dějiny Československa a dějiny dělnického hnutí. V souvislosti se svým odborným zaměřením publikoval řadu publikací.
Zemřel v březnu 2018 v Brně.